# Келдышит
Келдышит — довольно редкий минерал, силикат. Впервые был найден в Ловозерском массиве. Назван в честь Мстислава Всеволодовича Келдыша, русского математика и президента Академии наук СССР. Встречается в виде мелких белых зёрен.